# Calibrachoa thymifolia
Calibrachoa thymifolia là loài thực vật có hoa trong họ Cà. Loài này được (A.St.Hil.) Stehmann & Semir mô tả khoa học đầu tiên năm 1997 publ. 1998.